# Verfassung des Kantons Aargau
Die Verfassung des Kantons Aargau beschreibt die rechtliche Grundordnung des Kantons Aargau in der Schweiz. Als Kantonsverfassung legt sie das Fundament des aargauischen Staats- und Verwaltungsrechts. Die heute gültige Verfassung datiert vom 25. Juni 1980 und trat am 1. Januar 1982 in Kraft.
Durch Napoleon Bonaparte aus drei Kantonen der Helvetischen Republik zusammengesetzt, erhielt der Aargau im Jahr 1803 seine erste Verfassung überhaupt. Sie basierte auf dem Prinzip der repräsentativen Demokratie und sah ein strenges Zensuswahlrecht vor. Die Verfassung von 1814 garantierte erstmals die Niederlassungs- und die Gewerbefreiheit, weshalb der Aargau damals als der liberalste Kanton überhaupt galt. Gegensätze zwischen Reformierten und Katholiken konnten durch das Prinzip der konfessionellen Parität einigermassen im Zaum gehalten werden. Nach dem Freiämtersturm nutzten die Radikalliberalen die Gunst der Stunde und erzwangen 1831 eine grössere Mitsprache des Volkes. Der Aargau gehörte nun zu den Vorreitern der Regeneration, was aber den Widerstand der Katholisch-Konservativen hervorrief. Die Annahme einer noch liberaleren Verfassung führte Anfang Januar 1841 zu bewaffneten Unruhen, die aber rasch niedergeschlagen wurden und der Regierung als Vorwand dienten, alle Aargauer Klöster aufzuheben. Hingegen hatte die Verfassung von 1885 die Versöhnung der Konfessionen zum Ziel.

## Aktuelle Verfassung

### Aufbau und Inhalt
Gegliedert ist die Verfassung in die Präambel und in zehn Abschnitte mit insgesamt 132 Paragraphen. Aus Gründen der Übersichtlichkeit sind mehrere Abschnitte weiter in Unterabschnitte gegliedert.
Präambel
1 Allgemeine Grundsätze
2 Grundrechte
3 Die öffentlichen Aufgaben
3.1 Allgemeines
3.2 Die einzelnen Aufgaben
4 Politische Rechte und Pflichten des Volkes
5 Die Behörden und ihre Funktionen
5.1 Allgemeines
5.2 Der Grosse Rat
5.3 Der Regierungsrat
5.4 Die Gerichte
5.5 Ombudsmann
6 Die Gliederung des Kantons
6.1 Die Bezirke
6.2 Die Gemeinden
7 Staat und Kirche
8 Finanzordnung
9 Die Revision der Verfassung
10 Übergangsordnung

### Besondere Merkmale
Die ausführliche Präambel nimmt Bezug auf Gott und erklärt unter anderem, dass Freiheit und Recht im Rahmen einer demokratischen Ordnung geschützt werden müssen. Der Katalog der Grundrechte entspricht im Wesentlichen jenem der Bundesverfassung, erläutert diese aber zum Teil detaillierter. Eine Besonderheit ist das Verbot der Rückwirkung von Erlassen (§ 24). Sämtliche Verfassungsänderungen sind dem obligatorischen Referendum unterstellt, ebenso ein Teil der Gesetzesänderungen (§ 62). Dies gilt insbesondere für Gesetze, die nicht von der absoluten Mehrheit aller Mitglieder des Grossen Rates angenommen worden sind; ist dieses Quorum erreicht, kann ein Viertel aller Grossratsmitglieder das Gesetz gleichwohl der Volksabstimmung unterstellen. Für sonstige Beschlüsse gilt das fakultative Referendum, falls 3000 Stimmberechtigte dies verlangen.

## Historische Entwicklung

### Untertanen der Habsburger und Eidgenossen

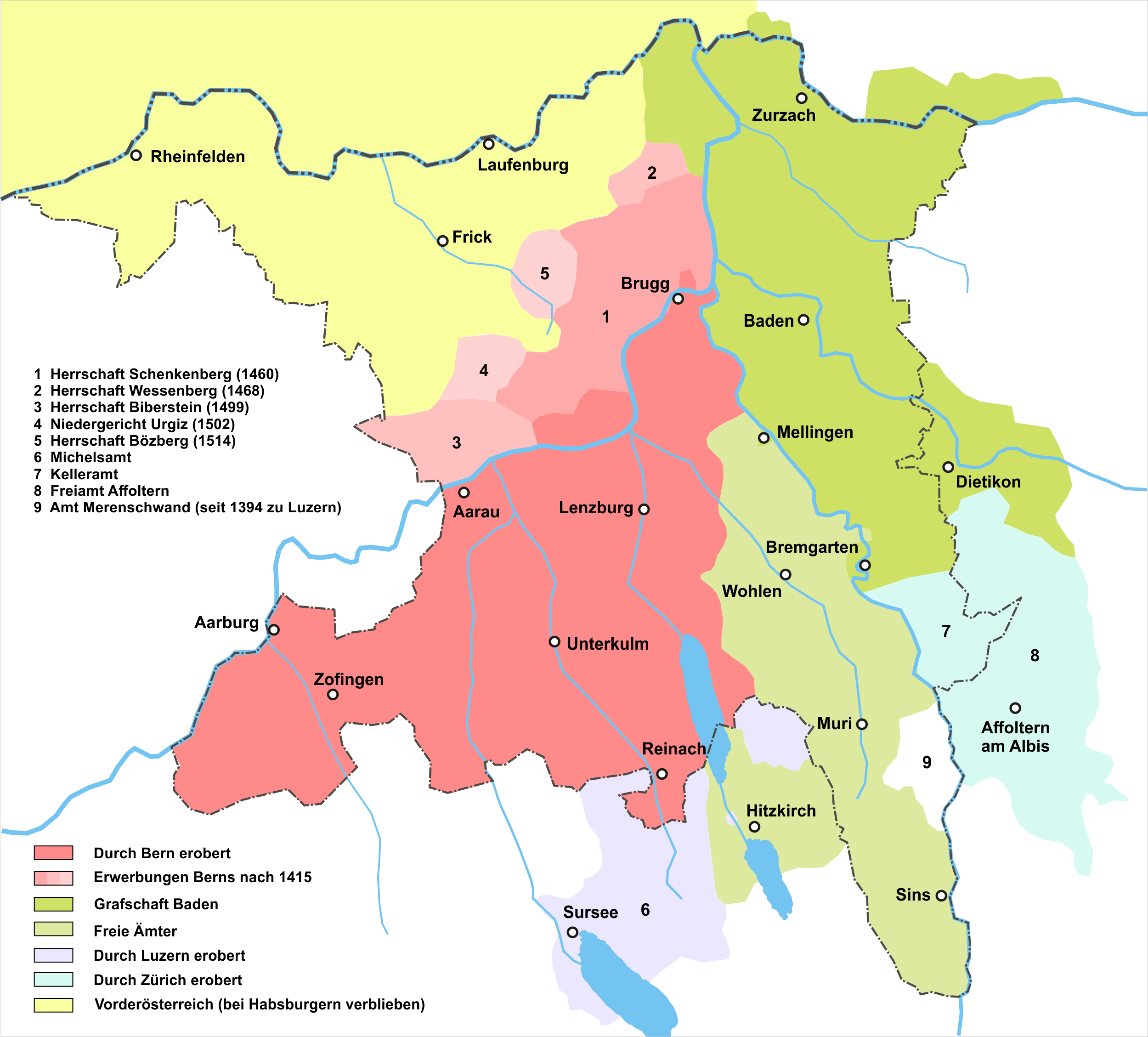
Aufteilung des Aargaus nach der Eroberung 1415

Von den ersten urkundlichen Erwähnungen im späten 8. Jahrhundert bis zum Ende der frühen Neuzeit war der Aargau in erster Linie eine Landschaftsbezeichnung, denn das Gebiet des heutigen Kantons bildete während dieser Zeit nie eine politische oder herrschaftliche Einheit. Im Hochmittelalter waren zunächst die Lenzburger das mächtigste Adelsgeschlecht, später die Kyburger und schliesslich die Habsburger. Diese stiegen unter Rudolf I. zu einer europäischen Grossmacht auf, als sich das Zentrum ihrer Einflusses nach Österreich verschob. In ihren aargauischen Stammlanden konnten sie sich hingegen nicht behaupten. Nach der Eroberung des Aargaus im Jahr 1415 übernahmen die Eidgenossen faktisch die Landesherrschaft, erst 1474 verzichteten die Habsburger mit der Ewigen Richtung endgültig auf die verlorenen Gebiete. Ihnen blieb nur das zu Vorderösterreich gehörende Fricktal. Den grössten Anteil sicherte sich Bern mit dem so genannten Berner Aargau, während einzelne Gemeinden an Zürich fielen. Die Grafschaft Baden und die Freien Ämter in einem langen schmalen Gebietsstreifen im Osten bildeten gemeine Herrschaften der Eidgenossen. In der Folge entwickelten sich die vier Hauptterritorien im Aargau völlig unterschiedlich und waren nach der Reformation im zweiten Viertel des 16. Jahrhunderts auch konfessionell gespalten.
Die Eidgenossen versuchten, die im Kern durch die Blutgerichtsbarkeit und die damit verbundenen Vogteirechte gebildete Landesherrschaft der Habsburger zu einer staatlichen Verwaltung auszubauen, was allerdings nur im Berner Aargau annähernd gelang. Hier zog Bern zahlreiche Twingherrschaften durch Kauf oder Übernahme an sich. Zu Beginn wurde das Gebiet von einem einzigen Landvogt von Aarburg aus verwaltet. Später kamen die Vogteien Lenzburg, Schenkenberg, Biberstein, Königsfelden und Kasteln hinzu. Ein Selbstverwaltungsrecht und eine eigene Gerichtsbarkeit besassen die vier Munizipalstädte Aarau, Brugg, Lenzburg und Zofingen. In den gemeinen Herrschaften, die je einen Landvogt hatten, beschränkten sich die regierenden Orte darauf, die landesherrlichen Rechte in ihre Hände zu bekommen. Im Norden der Grafschaft Baden geschah dies in Konkurrenz zum Bischof von Konstanz, der schliesslich seine Rechte verlor. Alte Twingherrschaften (vor allem der Klöster St. Blasien, Wettingen und Muri) blieben bestehen. Die Städte Baden, Mellingen und Bremgarten behielten die Blutgerichtsbarkeit. Der Badener Landvogt residierte im Landvogteischloss, während er in den Freien Ämtern nicht residierend war und die Verwaltung faktisch dem Landschreiber in Bremgarten überliess. Auch im Fricktal blieben Twingherren wie das Damenstift Säckingen in ihren Rechten. Österreich kontrollierte hier ebenfalls die Blutgerichtsbarkeit, das Militärwesen und die Polizei, verfügte aber zusätzlich über ein Steuersystem. Die vier Waldstädte (Rheinfelden, Laufenburg, Waldshut und Säckingen) behielten ihre Sonderrechte. Der österreichise Landvogt für das Fricktal residierte bis 1651 in Ensisheim, danach in Freiburg im Breisgau.

### Drei Kantone in der Helvetischen Republik

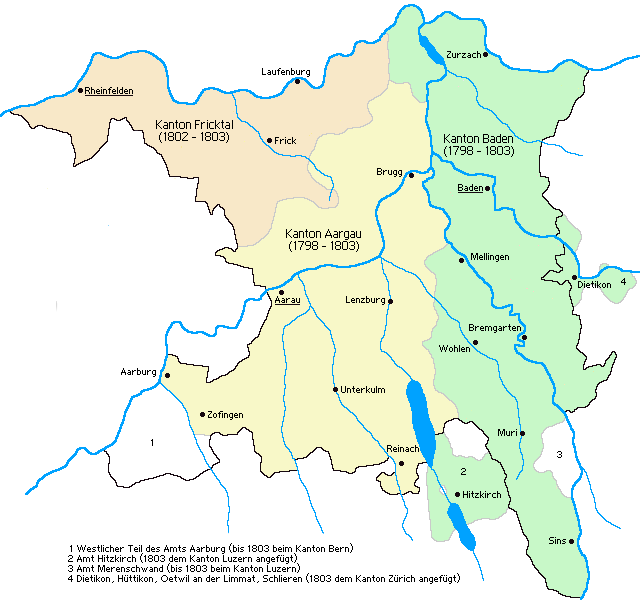
Die Kantone Aargau, Baden und Fricktal während der Helvetik

Die Ideen der Aufklärung fielen vor allem im Berner Aargau auf fruchtbaren Boden. Ab 1761 trafen sich Vertreter der geistigen und wirtschaftlichen Elite der Eidgenossenschaft in Schinznach-Bad zum Gedankenaustausch, ein Jahr später erfolgte dort die Gründung der Helvetischen Gesellschaft. Die Katholiken begegneten den neuen Ideen mit Misstrauen, ja sogar mit Ablehnung, denn die Vertreter des modernen Denkens galten als religionsfeindlich. Ab 1789 sympathisierte nur eine Minderheit reicher Kaufleute und gebildeter Stadtbewohner mit den Ideen der Französischen Revolution. Als ab 1791 immer mehr französische Flüchtlinge von Gräueltaten berichteten, verstärkte sich die Ablehnung vor allem bei der katholischen Landbevölkerung. Zu Beginn des Jahres 1798 marschierten französische Truppen in die Schweiz ein (Franzoseneinfall). Am 30. Januar weigerten sich die Bewohner Aaraus, Truppen zum Schutz der Stadt Bern zu entsenden. Zwar besetzte Bern am 4. Februar die abtrünnige Stadt, musste jedoch am 5. März nach der Schlacht am Grauholz kapitulieren. Zwischen dem 19. und dem 28. März zogen sich die Landvögte aus den Gemeinen Herrschaften zurück. In zahlreichen Dörfern und Städten wurden Freiheitsbäume aufgestellt und Revolutionsfeiern veranstaltet.
Am 12. April 1798 rief Peter Ochs in Aarau offiziell die Helvetische Republik aus. Aufgrund der revolutionsfreundlichen Haltung der Stadtbürger bestimmten die Franzosen Aarau als erste Hauptstadt der Schweiz, doch bereits Mitte September zog die Regierung nach Luzern um. Der ehemalige Berner Aargau bildete den neuen Kanton Aargau, während die Freien Ämter, die Grafschaft Baden und das Kelleramt zum Kanton Baden zusammengefügt wurden. Das Fricktal war zunächst ein französisches Protektorat und konstituierte sich am 9. Februar 1802 als Kanton Fricktal, der am 13. August desselben Jahres der Helvetischen Republik beitrat. Der Fricktaler Hauptort war zunächst Laufenburg, später Rheinfelden. Im zentralistischen Einheitsstaat bildeten die Kantone reine Verwaltungseinheiten. Zahlreiche führende Persönlichkeiten der Helvetik waren Aargauer, darunter Albrecht Rengger, Philipp Albert Stapfer und Johann Rudolf Dolder. Doch viele begegneten der neuen Ordnung gleichgültig oder lehnten sie sogar ab, wozu vor allem die Entbehrungen im Zweiten Koalitionskrieg beitrugen, dessen Frontlinie mitten durch den Aargau verlief. Nach dem vorübergehenden Rückzug der Franzosen schlossen sich im September 1802 Tausende dem im Raum Siggenthal-Baden losgebrochenen Aufstand gegen die helvetische Regierung an, der sich zum Stecklikrieg ausweitete. Dieser führte letztlich zum Sturz der Regierung und zur Wiederbesetzung der Schweiz durch die Franzosen.

### Ein von Napoleon verordneter Staat
Während der Verhandlungen der von ihm einberufenen Helvetischen Consulta verfügte Napoleon Bonaparte am 2. Februar 1803 zunächst die Verschmelzung des Kantons Fricktal mit dem Aargau. Die Mediationsakte vom 19. Februar hatte auch die Auflösung des Kantons Baden zur Folge. Durch die Verschmelzung der drei bisherigen Kantone entstand der neue Kanton Aargau in seinen heutigen Grenzen – ein künstliches Gebilde, dessen Bewohner wenig Gemeinsamkeiten und keine gemeinsame Vergangenheit hatten. Auf dieser Basis musste ein völlig neues Staatswesen aufgebaut werden.

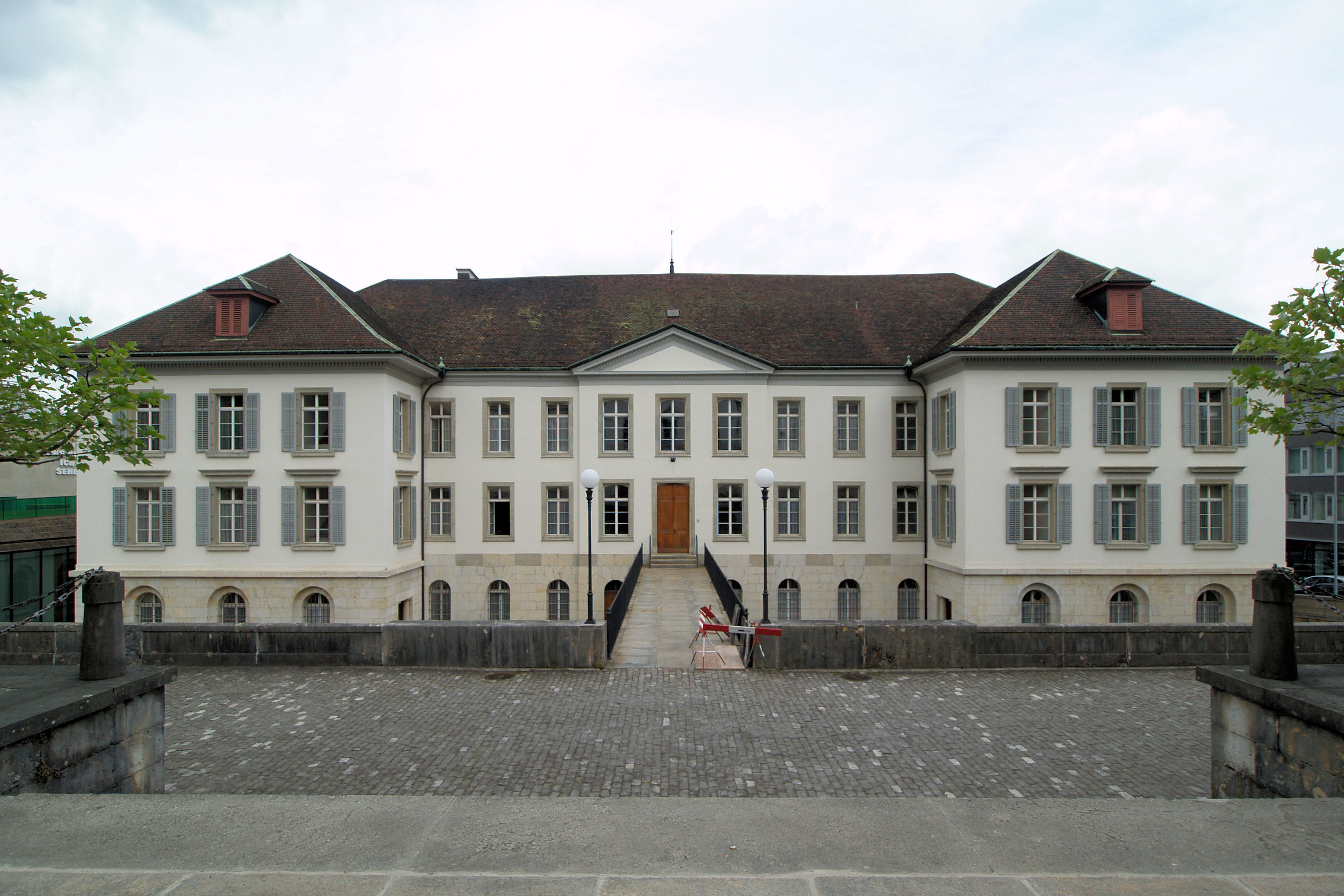
Regierungsgebäude in Aarau

Das Stimmrecht und die Ausübung öffentlicher Ämter waren durch Altersgrenzen und das Zensuswahlrecht stark eingeschränkt. Wer verheiratet war, konnte nach Zurücklegung des 20. Altersjahrs wählen, Unverheiratete erst nach dem 30. Geburtstag; gänzlich ausgeschlossen waren Frauen und Juden. Wählen durfte ausserdem nur, wer als Eigentümer oder Nutzniesser eine Liegenschaft mit einem Mindestwert von 200 Franken besass oder aber einen Schuldtitel über mindestens 300 Franken, der an eine Liegenschaft geknüpft war. Dadurch betrug der Anteil der Aktivbürger nur etwa sieben Prozent der Aargauer Bevölkerung. Für das passive Wahlrecht galten weitere Hürden. Die Wahlversammlungen in den Kreisen wählten nur 48 Abgeordnete des Grossen Rats direkt, während die übrigen 102 Abgeordneten aus einer Liste von 240 Kandidaten ausgelost wurden, die wiederum von den Kreisversammlungen gewählt worden waren. Ausserdem galten für die Kandidaten Mindestanforderungen bezüglich Alter und Vermögen. Der 150-köpfige Grosse Rat als gesetzgebende Behörde besass kein Initiativrecht und konnte lediglich die vom Kleinen Rat vorgelegten Gesetze annehmen oder verwerfen. Das Schwergewicht der politischen Willensbildung beim Aufbau des jungen Kantons lag eindeutig beim Kleinen Rat, dessen neun Mitglieder vom Grossen Rat gewählt wurden und diesem zugleich angehörten. Die richterlichen Behörden waren zwar organisatorisch eigenständig, personell aber stark mit den Räten verflochten, sodass die Gewaltenteilung ein Fremdwort war.
Mit dem Ende der französischen Herrschaft stand die Existenz des Kantons auf dem Spiel, da Bern Anspruch auf sein ehemaliges Untertanengebiet erhob und Zug auf Teile der Freien Ämter. Doch der Wiener Kongress bestätigte dem Aargau sein Territorium in vollem Umfang. Am 4. Juli 1814 verabschiedete der Grosse Rat ohne Mitsprache des Volkes eine neue Verfassung, die auf der Mediationsverfassung von 1803 aufbaute. Wegen der unsicheren Lage konnte sie erst am 23. Januar 1815 in Kraft gesetzt werden. Erstmals überhaupt wurden die Niederlassungs- und die Gewerbefreiheit festgeschrieben. Aus diesem Grund und auch wegen der schwachen Zensur sowie der grosszügigen Aufnahme politischer Flüchtlinge galt der Aargau damals als der liberalste Kanton. Ansonsten entsprach die Verfassung dem restaurativen Zeitgeist. Katholiken und Reformierte mussten in allen Behörden paritätisch vertreten sein. Dem Kleinen Rat gehörten neu 13 Mitglieder an, deren Amtszeit nun zwölf statt wie bisher fünf Jahre betrug. Die Wählbarkeit in den Grossen Rat wurde weiter eingeschränkt. Während die Kreisversammlung wie bisher 48 Abgeordnete wählte, bestimmte der Grosse Rat nur noch 52 selbst. Die übrigen 50 wurden von einem Wahlkollegium bestimmt, dem alle 13 Kleinräte sowie je 13 Appellationsrichter 13 Grossräte angehörten.

### Vom Freiämtersturm zur liberalen Verfassung

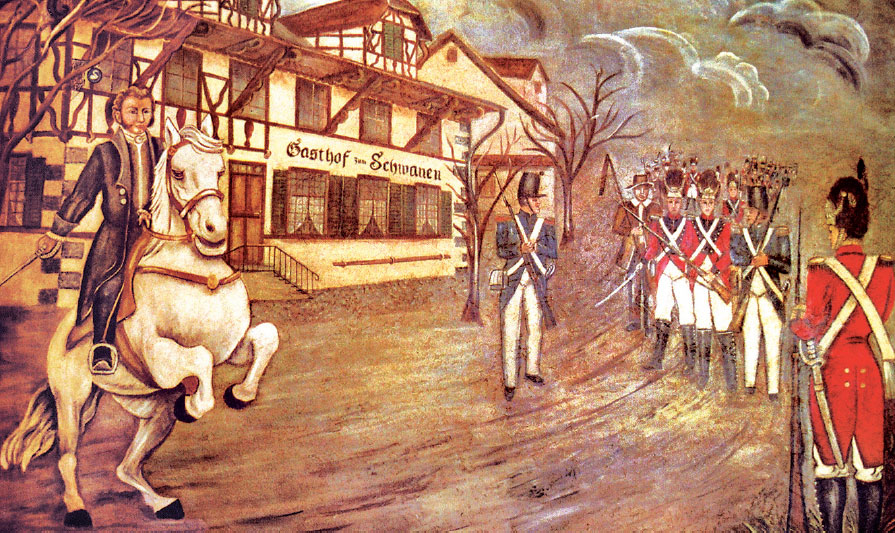
Freiämtersturm

Die politisch dominierende Regierung herrschte immer autoritärer, was in der Bevölkerung zunehmend Unmut auslöste. Unter dem Eindruck der Julirevolution von 1830 in Frankreich gründeten liberal Gesinnte in Lenzburg ein Komitee, das im September in einer Bittschrift zuhanden des Grossen Rats Forderungen nach einer Totalrevision der Verfassung und mehr Volksrechte stellte. Am 7. November 1830 folgte eine vielbeachtete Volksversammlung in Wohlenschwil mit 3000 bis 4000 Teilnehmern, die ihren bisher ignorierten Forderungen Nachdruck verliehen. Dass der Kleine Rat darauf beharrte, die am 17. November vorgesehenen Grossratswahlen durchzuführen, wurde von vielen als Versuch wahrgenommen, die bestehenden Verhältnisse zu zementieren. Wegen der allgemeinen Unruhe konnten die Wahlen nur in 26 von 48 Kreisen ordnungsgemäss durchgeführt werden. Der Kleine Rat lenkte daraufhin ein und berief den Grossen Rat früher als vorgesehen ein, um diesem einen Verfassungsentwurf vorzulegen. In der Sitzung vom 2. Dezember sprach sich der Grosse Rat für eine Revision aus und stimmte der Wahl eines Verfassungsrates zu, behielt sich aber das Recht auf «freie Beratung und Abänderung» des Entwurfs vor.
Dieser als Verzögerungstaktik empfundene Beschluss brachte das Fass zum Überlaufen. Doch nicht die Liberalen griffen zu den Waffen, sondern katholisch-konservativ Gesinnte aus dem Freiamt, die nicht so sehr an mehr Volksrechten interessiert waren, sondern an einer Schwächung des ihnen verhassten Staates. Unter der Führung von Grossratsmitglied und Wirt Johann Heinrich Fischer zogen von Merenschwand aus rund 6000 Bewaffnete über Wohlen nach Aarau. Der unblutige Freiämtersturm besetzte am 6. Dezember Aarau und erzwang Verhandlungen. Vier Tage später sicherte die Regierung zu, die Verfassung von einem unabhängigen Verfassungsrat ausarbeiten zu lassen und die Hauptforderung der Aufständischen – eine Verringerung der steuerlichen Belastung – zu erfüllen. Die Wahl zum Verfassungsrat fand bereits am 16. Dezember statt, wobei jeder Wahlkreis drei Abgeordnete bestimmte. Fischer wurde zwar in der ersten Sitzung am 3. Januar 1831 zum Präsidenten gewählt, war aber der Aufgabe nicht gewachsen. So gelang es den Liberalen, den Schwung des bewaffneten Volksaufstands (dem sie ursprünglich ablehnend gegenüber gestanden waren) zu ihren Gunsten zu nutzen.
Am 15. April 1831 waren die öffentlich geführten Beratungen abgeschlossen, wobei das Ergebnis nur zum Teil mit den Forderungen der aufständischen Landbevölkerung übereinstimmte. Zum ersten Mal überhaupt konnte das Volk am 6. Mai über die Kantonsverfassung abstimmen. Zwar wurden die Stimmen all jener, die unentschuldigt der Abstimmung fernblieben, als zustimmend gezählt, doch das Ergebnis war auch so deutlich genug: 11'102 Ja-Stimmen standen 4648 Nein-Stimmen gegenüber. Das Quorum von zwei Drittel zustimmenden Kreisen wurde ebenfalls übertroffen: 41 Kreise nahmen die Verfassung an, nur vier lehnten sie ab (Aarau, Boswil, Brugg, Sarmenstorf). Angesichts dieses deutlichen Ergebnisses verzichtete die Regierung auf eine Wiederholung der Abstimmung in den drei Kreisen Lunkhofen, Mettau und Muri, in denen kein Resultat zustande gekommen war. So trat die neue Verfassung am 10. Mai in Kraft. Sie gewährte zusätzliche Grundrechte (darunter Pressefreiheit, Petitionsrecht, Unverletzlichkeit des Eigentums) und schuf ein Repräsentativsystem mit dem nun 200 Mitglieder (je zur Hälfte Katholiken und Reformierte) umfassenden Grossen Rat als oberster staatlicher Behörde. 192 wurden vom Volk gewählt, die acht übrigen vom Grossen Rat selbst. Das Zensuswahlrecht bestand nur noch für Gemeinderatsmitglieder, die Amtszeiten war auf sechs Jahre beschränkt. Verwaltung und Justiz wurden getrennt, während die neun Mitglieder des Kleinen Rats weiterhin dem Grossen Rat angehörten. Der Aargau gehörte somit zu den Vorreitern der Regeneration.

### Konfessionelle Konflikte führen zur Demokratisierung
Die Verfassung von 1831 schrieb eine Totalrevision innerhalb von zehn Jahren vor. Zunächst schienen Regierung und Opposition bestrebt zu sein, eine gütliche Einigung zu erzielen. Doch im November 1839 begann die Stimmung zu kippen, als die Organisatoren von Volksversammlungen in Gebenstorf und Sisseln wegen «verfassungswidriger Umtriebe» eingeschüchtert wurden, da sie die Einsetzung eines Verfassungsrats gefordert hatten (was in der Verfassung nicht vorgesehen war). Im selben Monat trafen sich konservative Freiämter in Bünzen und gründeten das von Franz Xaver Suter präsidierte Bünzer Komitee, das am 2. Februar 1840 eine weitere Volksversammlung in Mellingen durchführte. Eine dort verabschiedete Petition verlangte eine vollständige konfessionelle Trennung des Kirchen- und Schulwesens, die nicht länger einer paritätischen Behörde überlassen werden dürften. Ausserdem sollte der Fortbestand der Klöster und ihrer Schulen garantiert werden. Damit wandte sich die Bünzer Komitee explizit gegen die als kirchenfeindlich empfundenen Badener Artikel von 1835. Ebenso verlangte die Petition ein Vetorecht für die Gemeinden. Als Reaktion darauf fand drei Wochen später eine Gegenversammlung in Oberentfelden statt, um «Rechte und Freiheiten gegenüber den pfaffischen Söldlingen des Freiamtes zu wahren». Noch behielten die Gemässigten auf beiden Seiten die Oberhand und am 10. Dezember beschloss der Grosse Rat ohne Diskussion, die Revision einzuleiten.
Der am 5. September 1840 verabschiedete Entwurf brachte einige Neuerungen, beispielsweise die Wahl der Bezirksrichter durch vom Volk bestellte Wahlversamrnlungen. Zu reden gaben aber fast ausschliesslich die Artikel über die Konfessionen und die Aufhebung der Parität bei Grossratswahlen. In der aufgeheizten Stimmung hatte der Entwurf keine Chance: An der Volksabstimmung vom 5. Oktober wurde er deutlich mit 23'087 zu 3976 Stimmen abgelehnt. Anschliessend unternahm die katholische Opposition gewaltige Anstrengungen, um die Massen des Volkes für ihre Anliegen zu gewinnen. Eine Volksversammlung am 29. November in Baden forderte erneut ultimativ die Beibehaltung der Parität, die konfessionelle Trennung und das Vetorecht. Der Grosse Rat, der an einem zweiten Entwurf arbeitete, ignorierte diese Forderungen völlig. Andererseits beschloss er mehrere Verbesserungen, darunter die Abschaffung des Zensuswahlrechts. Das Abstimmungsergebnis am 5. Januar 1841 entsprach den Erwartungen. Sämtliche reformierten Bezirken stimmten der neuen Verfassung zu, sämtliche katholischen Bezirke lehnten sie ab; das Gesamtergebnis lautete 16'051 Ja gegen 11'484 Nein. Als die Regierung fünf Tage später die Mitglieder des Bünzer Komitees festnehmen wollte, brachen im Freiamt, am Rohrdorferberg, im unteren Aaretal und im Limmattal Unruhen aus. Regierungstruppen unterdrückten diese rasch und am 12. Januar war die Situation wieder unter Kontrolle. Nur bei Villmergen war es zu einem Gefecht gekommen, das neun Tote forderte. Einen Tag später nutzte die Regierung die Unruhen als Vorwand, um sämtliche Klöster aufzuheben, wodurch sie den Aargauer Klosterstreit auslöste. Der katholisch-konservative Widerstand brach weitgehend zusammen.
Mit dem Sieg im Sonderbundskrieg und der Gründung des Schweizer Bundesstaats setzten sich die radikalen Liberalen 1848 endgültig durch. Spätestens 1851 war eine weitere Revision vorgesehen, doch die Regierung zog sie um zwei Jahre vor, um möglichst rasch verschiedene Anpassungen an die Bundesverfassung vornehmen zu können. Das Volk entschied sich für die Einleitung der Revision und wählte einen Verfassungsrat. Die «Bewegungspartei», eine vor allem im Bezirk Zofingen präsente Reformbewegung, verbündete sich über die konfessionellen Grenzen mit den Katholiken im Freiamt und im Fricktal. Sie strebte eine erweiterte Mitsprache des Volkes im Staat, eine Neuordnung des staatlichen Finanzhaushalts sowie die Entlastung armer Bürger und Gemeinden an. Ein erster Entwurf fiel nicht in ihrem Sinne aus und wurde im Herbst 1850 mit einer Zweidrittelmehrheit abgelehnt. Nicht viel besser erging es zwei Entwürfen eines neuen Verfassungsrats im Jahr 1851. In einem neuen, am 3. Oktober 1851 gewählten Verfassungsrat errang die Bewegungspartei eine Mehrheit. In Erscheinung trat vor allem Augustin Keller, der mehrere Volksversammlungen abhielt und zahlreiche Zeitungsartikel verfasste. Schliesslich fand die neue Verfassung am 22. Februar 1852 die deutliche Zustimmung des Volkes, mit 22'573 zu 4064 Stimmen. Die wichtigsten Neuerungen betrafen die Einführung der Volksinitiative in Form einer allgemeinen Anregung, die Abschaffung des Zensus, die Verkleinerung des Grossen Rates (ein Sitz auf 260 Stimmberechtigte), die vollständige Gewaltentrennung, die Verkleinerung der Exekutive auf sieben Mitglieder und deren Umbenennung in Regierungsrat, einheitliche Amtszeiten von vier Jahren, ein Recht auf Abberufung des Grossen Rats sowie die Übertragung zahlreicher Aufgaben von den Gemeinden auf den Kanton.
1862 bildete sich unter Johann Nepomuk Schleuniger eine katholische Volksbewegung, die sich für einen christlichen Staat und den Ausbau der Volksrechte einsetzte. Ihr Hauptaugenmerk richtete sich jedoch gegen ein am 15. Mai vom Grossen Rat beschlossenes Gesetz, das den Juden die politische Gleichberechtigung bringen sollte. Hin- und hergerissen zwischen demokratischer Bewegung und antisemitischer Propaganda, stimmte das Volk am 27. Juli der Abberufung des Grossen Rats zu. Am 12. November wiesen die Stimmberechtigten mit 33'258 gegen 26'702 Stimmen auch das Judenemanzipationsgesetz zurück. Da die fortwährende Diskriminierung der Bundesverfassung widersprach, ging der Bundesrat auf Beschwerden der jüdischen Gemeinden von Endingen und Lengnau ein und ordnete am 30. Juli 1863 die Inkraftsetzung des abgelehnten Gesetzes an. Zwei am 15. Dezember 1863 vom Volk angenommene Teilrevisionen betrafen die Einführung des fakultativen Referendums und eine weitere Verkleinerung des Grossen Rats (ein Sitz auf 1100 Einwohner). Komplizierte Vorschriften erschwerten die Ausübung des Referendumsrechts, weshalb 1868 eine neue Revisionsbewegung in Gang kam, die sich auf die Erweiterung der Volksrechte beschränkte. 24. April 1870 nahmen die Stimmberechtigten mit grosser Mehrheit eine Teilrevision an. Sie ermöglichte die Volkswahl der Bezirksbehörden, eine Erleichterung des Initiativverfahrens sowie die Einführung des obligatorisches Gesetzes-, Finanz- und Steuerreferendums.

### Entstehung der heutigen Verfassung
Eine Gruppe jüngerer Politiker der Demokratischen Partei – angeführt von Josef Jäger, Arnold Künzli und Theophil Roniger – gab 1883 den Anstoss für eine weitere Totalrevision. Trotz der ablehnenden Haltung sowohl der Altliberalen als auch der katholischen Opposition brachte das Komitee die für das Revisionsbegehren erforderlichen Unterschriften in recht kurzer Zeit zusammen. Am 9. Dezember 1883 entschieden sich die Stimmberechtigten äusserst knapp für die Einleitung des Verfahrens, mit 16'888 Ja-Stimmen gegen 16'614 Nein-Stimmen. Die Mitglieder des am 28. Januar 1884 gewählten Verfassungsrats waren bestrebt, alle relevanten politischen Kräfte einzubinden und einen akzeptablen Kompromiss zu finden. Bereits im August konnte der Rat mit den Beratungen über den Entwurf der Vorbereitungskommission beginnen. Nach der zweiten Lesung wurde der Entwurf am 23. April 1885 verabschiedet. Die als Werk der Verständigung und Versöhnung gepriesene Verfassung fand am 7. Juni 1885 die Zustimmung des Volkes, mit 20'038 Ja-Stimmen gegen 13'766 Nein-Stimmen. Sie erlaubte den anerkannten Konfessionen (reformiert, römisch-katholisch, christkatholisch), «ihre Angelegenheiten selbständig unter Aufsicht des Staates» zu regeln; ausserdem erhielten die Katholiken das Recht des freien Verkehrs mit den geistlichen Oberbehörden. Der Regierungsrat zählte neu fünf Mitglieder, wobei man den Katholiken erstmals explizit eine Vertretung zugestand. Ebenso beschrieb die Verfassung den neuen Aufgabenkreis des Staates auf wirtschaftlicher und sozialer Ebene. Diese Verfassung bestand fast ein Jahrhundert lang, wobei während dieser Zeit 30 Teiländerungen vorgenommen wurden. Die wichtigsten betrafen die Volkswahl der Regierungs- und Ständeräte (1904), die ausformulierte Gesetzesinitiative (1910), das Proporzverfahren bei Grossratswahlen (1920) und das Frauenstimmrecht (1971).
Im 20. Jahrhundert gab es in der Schweiz mehrere Jahrzehnte lang keine Totalrevisionen von Kantonsverfassungen. Nach einem Auftakt Mitte der 1960er Jahre in den Kantonen Obwalden und Nidwalden setzte aber in den 1970er Jahren eine eigentliche Welle ein. Dabei spielte der Aargau eine Vorreiterrolle, denn er war der erste grössere Kanton, der in der modernen Zeit eine umfassende inhaltliche Totalrevision erfolgreich abschloss. Als Reaktion auf zwei Motionen im Grossen Rat im Jahr 1966 setzte der Regierungsrat eine Arbeitsgruppe ein. Sie kam zum Schluss, dass die Verfassung von 1885 überholt sei und den geänderten Umständen angepasst werden müsse. Das Volk stimmte dem Vorhaben am 4. Juni 1972 mit 46'756 zu 23'298 Stimmen grundsätzlich zu und wählte am 18. März 1973 einen 200-köpfigen Verfassungsrat. Dieser erarbeitete den Verfassungsentwurf von Grund auf neu. Doch die Stimmberechtigten lehnten eine erste Vorlage am 29. April 1979 mit 30'339 gegen 23'340 Stimmen ab. Hauptkritikpunkt war die vorgesehene Abschaffung des obligatorischen Referendums. Zustimmung gab es aber am 2. Dezember desselben Jahres zur Frage, ob das Revisionsverfahren weitergeführt werden solle – mit knapp 300 Stimmen Unterschied.
Der Verfassungsrat nahm seine Arbeit daraufhin wieder auf und verabschiedete am 25. Juni 1980 nach drei Lesungen eine zweite Vorlage, mitsamt dem obligatorischen Referendum. Ebenso wurde der Grundrechts- und der Aufgabenkatalog des Staates aktualisiert, während der Grosse Rat Planungskompetenzen erhielt. Im zweiten Anlauf war die Totalrevision erfolgreich. Am 28. September stimmte das Volk mit 35'464 gegen 17'418 Stimmen der neuen Verfassung deutlich zu, sodass sie am 1. Januar 1982 in Kraft gesetzt werden konnte. Im Laufe der Jahre häuften sich aber Klagen, dass das Volk über zu viele Gesetzesänderungen abstimmen müsse, die völlig unumstritten seien. Auf Antrag des Grossen Rats stimmte das Volk am 2. Juni 2002 mit einem Ja-Stimmen-Anteil von 62,6 % einer Verfassungsänderung zu, die faktisch einen Wechsel zum fakultativen Referendum ermöglichte.
Die Verfassung des Kantons Aargau von 1980 übte einen starken Einfluss auf die nachfolgenden Revisionen kantonaler Verfassungen aus und ist die erste Kantonsverfassung, die mit dem Kommentar von Kurt Eichenberger Gegenstand einer wissenschaftlichen Darstellung wurde.